# Jean-Michel Chazine
Jean-Michel Chazine, né le 22 décembre 1941, est un ethnoarchéologue, ingénieur de recherche au CNRS et au CREDO.

## Biographie
Titulaire d'un diplôme d'ingénieur physico-métallographe, Jean-Michel Chazine travaille d'abord dans l'industrie de l'eau de 1969 à 1973. Il change ensuite d'orientation et aborde l'ethnoarchéologie en travaillant en muséographie au musée de l'Homme et au musée des Arts africains et océaniens de 1973 à 1979, ainsi qu'en Polynésie française en 1974.
Il crée et dirige le département Archéologie de Tahiti de 1979 à 1982 puis conduit plusieurs programmes de recherche sur les atolls des Tuamotu et des îles basses du Pacifique en général.
En 2001, il reçoit la médaille de cristal du CNRS. Il participe, avec Luc-Henri Fage et Pindi Setiawan, à la découverte d'un art rupestre imprévu et exceptionnel dans la province indonésienne de Kalimantan oriental sur l'île de Bornéo à partir de 1994. Il est également à l'origine avec Arnaud Noury, d'un logiciel permettant de sexuer les empreintes palmaires. Fin 2007, grâce à une information transmise par une association humanitaire et écologique (Precious Planet), il redécouvre des peintures rupestres probablement dédiées à des rites de fécondité à Misool dans les îles Raja Ampat en Indonésie, peintures dont on trouve le premier signalement au XVIIe siècle.